# 弧度每秒
每秒弧度（符號：㎮，rad·s−1或rad/s）是國際單位制中角速度的計量單位，表示單位時間轉過的角，定義為每秒轉動的弧度。
一弧度每秒等於:
- ≈ 57.296 每秒度 (大約值)
- ≈ 9.549 每分鐘轉速(大約值)
- ≈ 0.159 Hz (大約值)
- = {\displaystyle {\frac {1}{2\cdot \pi }}} Hz (精準值)